# Victor Lafay
Victor Lafay (ur. 17 stycznia 1996 w Lyonie) – francuski kolarz szosowy.

## Osiągnięcia
Opracowano na podstawie:

2014
- 1. miejsce w Ain'Ternational-Rhône Alpes-Valromey Tour
  - 1. miejsce na 2. i 3. etapie

2017
- 1. miejsce w mistrzostwach Francji U23 (start wspólny)

2018
- 1. miejsce na 2. etapie Tour de Savoie Mont-Blanc
- 2. miejsce w mistrzostwach Europy U23 (start wspólny)

2021
- 1. miejsce w klasyfikacji młodzieżowej Volta a la Comunitat Valenciana
- 1. miejsce na 8. etapie Giro d'Italia
- 3. miejsce w Arctic Race of Norway
  - 1. miejsce w klasyfikacji młodzieżowej

2022
- 2. miejsce w Classic Grand Besançon Doubs
- 1. miejsce na 3. etapie Arctic Race of Norway

2023
- 1. miejsce w Classic Grand Besançon Doubs
- 1. miejsce na 2. etapie Tour de France

## Rankingi
| Rok             | 2017  | 2018 | 2019 | 2020  | 2021 | 2022 | 2023 | 2024 |
| --------------- | ----- | ---- | ---- | ----- | ---- | ---- | ---- | ---- |
| World Ranking   | 1356. | 759. | -    | 1526. | 158. | 239. | 95.  | 367. |
| UCI Europe Tour | 882.  | 451. | -    | 1137. | 135. | 195. | 77.  | -    |
|                 |       |      |      |       |      |      |      |      |
| Źródło: UCI     |       |      |      |       |      |      |      |      |